# Jane Bolin
Pour les articles homonymes, voir Bolin.
 (décembre 2024).
La mise en forme du texte ne suit pas les recommandations de Wikipédia : il faut le « wikifier ».
Les points d'amélioration suivants sont les cas les plus fréquents. Le détail des points à revoir est peut-être précisé sur la page de discussion.
- Les titres sont pré-formatés par le logiciel. Ils ne sont ni en capitales, ni en gras.
- Le texte ne doit pas être écrit en capitales (les noms de famille non plus), ni en gras, ni en italique, ni en « petit »…
- Le gras n'est utilisé que pour surligner le titre de l'article dans l'introduction, une seule fois.
- L'italique est rarement utilisé : mots en langue étrangère, titres d'œuvres, noms de bateaux, etc.
- Les citations ne sont pas en italique mais en corps de texte normal. Elles sont entourées par des guillemets français : « et ».
- Les listes à puces sont à éviter, des paragraphes rédigés étant largement préférés. Les tableaux sont à réserver à la présentation de données structurées (résultats, etc.).
- Les appels de note de bas de page (petits chiffres en exposant, introduits par l'outil «  Source ») sont à placer entre la fin de phrase et le point final[comme ça].
- Les liens internes (vers d'autres articles de Wikipédia) sont à choisir avec parcimonie. Créez des liens vers des articles approfondissant le sujet. Les termes génériques sans rapport avec le sujet sont à éviter, ainsi que les répétitions de liens vers un même terme.
- Les liens externes sont à placer uniquement dans une section « Liens externes », à la fin de l'article. Ces liens sont à choisir avec parcimonie suivant les règles définies. Si un lien sert de source à l'article, son insertion dans le texte est à faire par les notes de bas de page.
- La présentation des références doit suivre les conventions bibliographiques. Il est recommandé d'utiliser les modèles {{Ouvrage}}, {{Chapitre}}, {{Article}}, {{Lien web}} et/ou {{Bibliographie}}. Le mode d'édition visuel peut mettre en forme automatiquement les références.
- Insérer une infobox (cadre d'informations à droite) n'est pas obligatoire pour parachever la mise en page.

Pour une aide détaillée, merci de consulter Aide:Wikification.
Si vous pensez que ces points ont été résolus, vous pouvez retirer ce bandeau et améliorer la mise en forme d'un autre article.
Jane Matilda Bolin (11 avril 1908 - 8 janvier 2007) était une avocate et juge américaine. Elle fut la première femme noire à être diplômée de la faculté de droit de l'université de Yale, la première à intégrer l'Association du Barreau de New York (New York City Bar Association) et la première à rejoindre le Département juridique de la ville de New York (New York City Law Department). En 1939, Bolin est devenue la première femme noire à siéger comme juge aux États-Unis lorsqu'elle a été nommée à la cour des relations domestiques de la ville de New York.

## Jeunesse et éducation
Jane Matilda Bolin est née le 11 avril 1908 à Poughkeepsie, New York. Elle était enfant unique. Son père, Gaius C. Bolin, était avocat et le premier homme noir diplômé du Williams College, tandis que sa mère, Matilda Ingram Emery, était une immigrée des îles britanniques, décédée lorsque Bolin avait 8 ans. Le père de Bolin a exercé le droit dans le comté de Dutchess pendant cinquante ans et a été le premier président noir de l'Association du Barreau du comté de Dutchess.
En tant qu'enfant d'un couple interracial, Jane Matilda Bolin a été confrontée à la discrimination à Poughkeepsie, où il lui arrivait parfois de se voir refuser le service dans certains commerces. Elle a été profondément marquée, durant son enfance, par des articles et des images dans The Crisis, le magazine officiel de l'Association nationale pour l'avancement des gens de couleur (NAACP), qui relataient les meurtres et lynchages extrajudiciaires de Noirs dans le sud des États-Unis. Bolin a grandi en tant que membre active de l'église Smith Metropolitan AME Zion,,[réf. nécessaire].
Après avoir fréquenté le lycée à Poughkeepsie, Jane Matilda Bolin fut empêchée de s'inscrire au Vassar College, qui n'acceptait pas les étudiants noirs à cette époque. À l'âge de 16 ans, elle s'inscrivit au Wellesley College à Massachusetts, où elle était l'une des deux seules étudiantes noires de première année. Rejetées socialement par les étudiants blancs, elle et l'autre étudiante noire décidèrent de vivre ensemble en dehors du campus. Elle obtint son diplôme de Wellesley en 1928, se classant parmi les 20 premières de sa promotion,. Une conseillère d'orientation à Wellesley tenta de la dissuader de postuler à la faculté de droit de Yale en raison de sa race et de son genre. Cependant, en 1931, elle devint la première femme noire diplômée de la faculté de droit de Yale et réussit l'examen du barreau de l'État de New York en 1932.

## Carrière
Elle a exercé avec son père à Poughkeepsie pendant une courte période avant d'accepter un emploi au bureau du conseiller juridique de la ville de New York,. Elle a épousé l'avocat Ralph E. Mizelle en 1933, avec qui elle a exercé le droit à New York,. Mizelle devint membre du Cabinet noir du président Franklin Delano Roosevelt avant de mourir en 1943. Bolin s'est ensuite remariée avec Walter P. Offutt, Jr., un ministre décédé en 1974. Bolin s'est présenté sans succès à l'Assemblée de l'État de New York en tant que candidat républicain en 1936. Malgré sa défaite, le fait d'avoir obtenu la candidature républicaine a renforcé sa réputation dans la politique new-yorkaise.
Le 22 juillet 1939, à l'Exposition universelle de New York, le maire de la ville de New York, Fiorello La Guardia, nomme Bolin, âgé de 31 ans, juge du tribunal des relations familiales. Pendant vingt ans, elle fut la seule femme juge noire du pays. Elle est restée juge à la Cour, rebaptisée Cour de la famille en 1962, pendant 40 ans, son mandat étant renouvelé trois fois, jusqu'à ce qu'elle soit obligée de prendre sa retraite à l'âge de 70 ans,. Elle a œuvré pour encourager les services à l'enfance intégrés sur le plan racial, en veillant à ce que les agents de probation soient affectés sans distinction de race ou de religion, et que les agences de garde d'enfants financées par des fonds publics acceptent les enfants sans distinction d'origine ethnique,.
Bolin était une militante pour les droits des enfants et l’éducation. Elle était conseillère juridique auprès du Conseil national des femmes noires. Elle a siégé aux conseils d'administration de la NAACP, de la National Urban League, du City-Wide Citizens' Committee on Harlem, et de la Child Welfare League. Bien qu'elle ait démissionné de la NAACP en raison de sa réponse au maccarthysme, elle est restée active dans le mouvement des droits civiques. Bolin a également cherché à lutter contre la discrimination raciale de la part des groupes religieux en aidant à ouvrir une école spéciale pour les garçons noirs à New York. Elle a reçu des diplômes honorifiques du Tuskegee Institute, du Williams College, de l'Université de Hampton, du Western College for Women et de l'Université Morgan State[réf. nécessaire].

### Histoire électorale
En 1936, elle obtient 19% des voix pour le parti Républicain pour l'élection de l'Assemblée de l'État de New York dans le 19e district, battue par Robert W. Justice du parti démocrate, qui réunit près de 78% des voix.

## Héritage

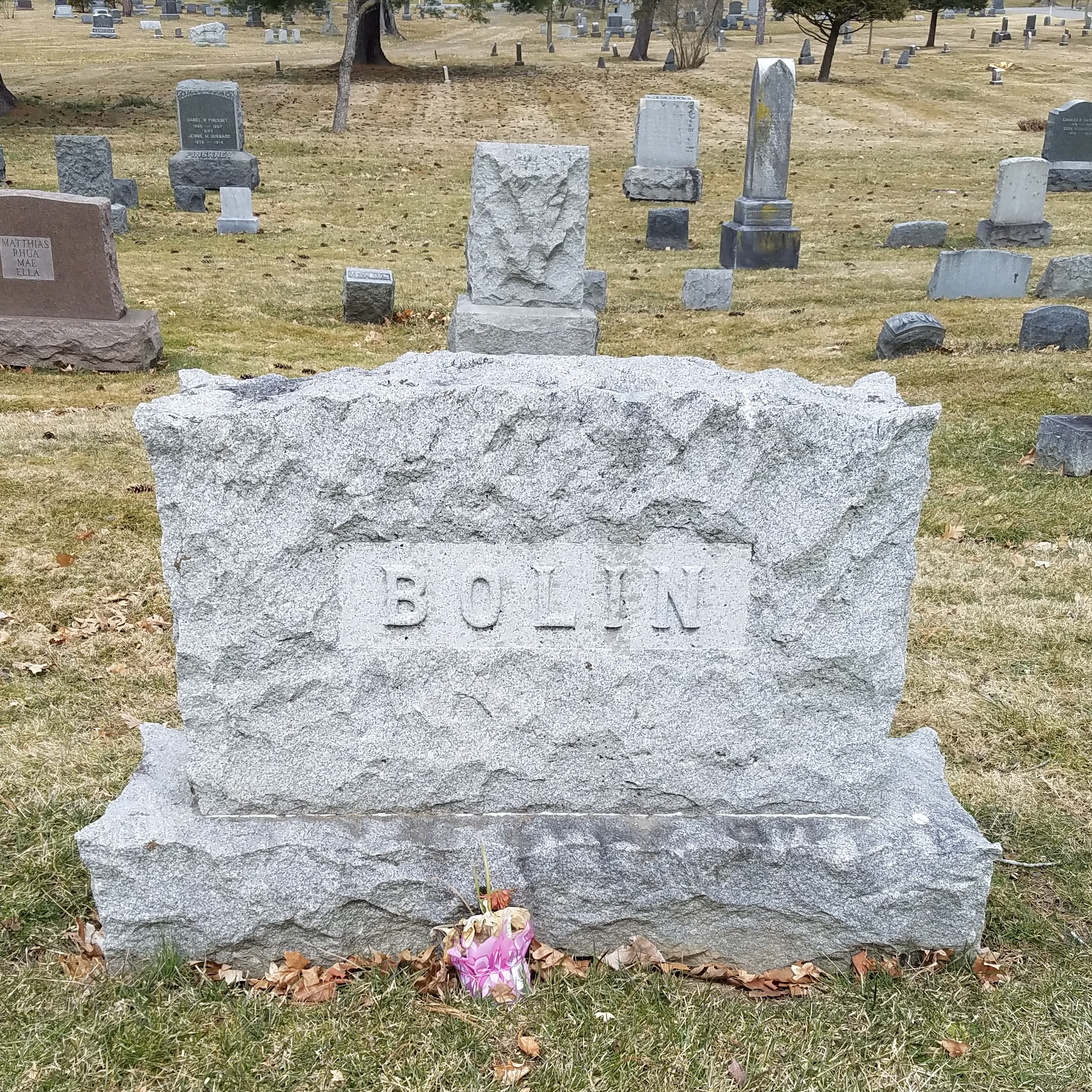
La parcelle de la famille Bolin au cimetière rural de Poughkeepsie

Après sa retraite en 1979, Bolin s'est portée volontaire comme professeur de lecture dans les écoles publiques de New York pendant deux ans et a siégé au Conseil des régents de l'État de New York, examinant les cas disciplinaires. Après une vie de réalisations révolutionnaires, Jane Bolin est décédée le lundi 8 janvier 2007, à l'âge de 98 ans à Long Island City, Queens, New York.
Bolin et son père figurent en bonne place dans une fresque murale au palais de justice du comté de Dutchess à Poughkeepsie et le bâtiment administratif du district scolaire de la ville de Poughkeepsie porte son nom. Au cours de sa vie, des juges comme Judith Kaye et Constance Baker Motley ont cité Bolin comme une source d'inspiration pour leur carrière,. À sa mort, Charles Rangel a rendu hommage à Bolin à la Chambre des représentants des États-Unis. En 2017, Jeffrion L. Aubry a présenté un projet de loi à l'Assemblée de l'État de New York visant à renommer le tunnel Queens-Midtown le tunnel Jane Bolin. Bolin est enterré au cimetière rural de Poughkeepsie.